# Hyde (álbum)
Hyde é o quarto álbum do cantor e músico japonês Hyde e seu primeiro álbum de grandes êxitos, lançado em 18 de março de 2009. Foi o último álbum antes do cantor pausar sua carreira solo para formar a banda Vamps com seu produtor.

## Recepção
Alcançou a quarta posição nas paradas Oricon Albums Chart e permaneceu na parada por quatorze semanas. Foi certificado disco de ouro pela RIAJ no mês de lançamento por vender mais de 100 mil cópias e foi o 100° álbum mais vendido de 2009 no Japão.

## Faixas
| N.º            | Título                                    | Álbum original         | Duração |  |
| 1.             | "Made In Heaven"                          | Faith                  | 3:41    |  |
| 2.             | "It's Sad"                                | Faith                  | 4:27    |  |
| 3.             | "Evergreen"                               | Roentgen               | 4:38    |  |
| 4.             | "Jesus Christ"                            | Faith                  | 4:11    |  |
| 5.             | "Countdown"                               | Faith                  | 4:06    |  |
| 6.             | "The Other Side"                          | "Hello" (single)       | 3:53    |  |
| 7.             | "Shining Over You"                        | 666                    | 6:05    |  |
| 8.             | "Horizon"                                 | 666                    | 4:44    |  |
| 9.             | "Season's Call"                           | Faith                  | 5:26    |  |
| 10.            | "Sweet Vanilla"                           | 666                    | 3:59    |  |
| 11.            | "Hello"                                   | 666                    | 4:57    |  |
| 12.            | "Hideaway"                                | 666                    | 3:11    |  |
| 13.            | "Prayer"                                  | 666                    | 5:09    |  |
| 14.            | "Midnight Celebration"                    | 666                    | 3:29    |  |
| 15.            | "Unexpected"                              | Roentgen               | 5:16    |  |
| 16.            | "The Cape of the Storms"                  | Roentgen               | 5:41    |  |
| 17.            | "Glamorous Sky" (cover de Mika Nakashima) | Mika Nakashima Tribute | 4:18    |  |
| Duração total: | Duração total:                            | Duração total:         | 77:00   |  |